# Bienenprobe
Die Bienenprobe ist eine Methode zur Bestimmung des Varroabefallsgrades bei der Honigbiene.

## Verfahren
Eine bestimmte Menge von erwachsenen Honigbienen (ca. 300 – 500) samt den aufsitzenden Varroamilben wird dazu dem Bienenvolk entnommen. Die Bienen nebst Varroamilben werden durch Einfrieren abgetötet. Anschließend werden die Varroamilben mit einer Spüllösung durch ein Sieb hindurch von den Bienen abgewaschen und ausgezählt. Das Verhältnis von Anzahl der Milben zur Anzahl der Bienen ergibt den Befallsgrad.

## Vorteile
Sehr gute Genauigkeit. Die Anzahl der Bienen wie auch die Anzahl der Varroamilben kann jeweils exakt bestimmt werden. An zahlreichen Forschungseinrichtungen wird diese Methode wegen der hohen Genauigkeit angewandt.

## Kritik
Die Bienen werden bei dieser Methode abgetötet.